# Sauromalus
Чаквола (Sauromalus) — рід ящірок з родини Ігуанових. Ці великі ящірки знайдені в основному в посушливих регіонах на південному заході США і півночі Мексики. Деякі види знаходяться на прибережних островах. Етимологія: грец. σαῦρος — «ящірка», грец. ομαλυς — «плоский»; слово чаквола походить з мови шошонів.

## Опис
Це кремезні широкотілі ящірки з помітними животами. Хвости товсті, що звужуються до тупих кінчиків. Вільні складки шкіри є на шиї і з боків тіла, вкриті невеликими лусками. Sauromalus varius може сягати 0,76 метра загальної довжини. Є статевий диморфізм: самці мають від червонувато-рожевого до помаранчевого, жовтого або світло-сірого кольору тіла і чорні голови, плечі й кінцівки; самиці й молодь мають на тілах розкидані плями або контрастні смуги світлих і темних відтінків сірого або жовтого кольору. Самці, як правило, більші за самиць і мають добре розвинені стегнові пори, розташованих на внутрішніх сторонах стегон; ці пори виробляють виділення, які, як вважають, відіграють певну роль у маркуванні території.

## Спосіб життя
Ящірки можуть бути знайдені на висоті до 1370 м. Населяють скелясті області з засухостійкими чагарниками. Харчуються листям, фруктами та квітами однорічних і багаторічних рослин; комахи являють собою додатковий видобуток. Самці сезонно і умовно територіальні. Це денні тварини. Ці ящірки добре пристосовані до умов пустелі; вони активні при температурах до 39 °C. Холодні місяці взимку проводять в неактивному стані. Спарювання відбувається з квітня по липень, 5-16 яєць відкладається в період з червня по серпень. Вилуплення відбувається в кінці вересня. тварини можуть жити протягом 25 років або більше.